# Sistema General de Riesgos Laborales (Colombia)
El Sistema General de Riesgos Laborales en Colombia es un conjunto de entidades públicas y privadas, normas y procedimientos, destinados a prevenir y proteger a los trabajadores de los efectos de las enfermedades y los accidentes que puedan ocurrirles con ocasión o como consecuencia del trabajo que desarrollan llamado riesgo laboral 
Hace parte de la seguridad social colombiana instituido mediante la Ley 100 de 1993 y está dirigido por el Ministerio de Salud y la Protección Social y el Ministerio del Trabajo.
En 2012 la ley 1562 modifica el Sistema de Riesgos Laborales.

## Historia
Antes de principios del siglo XX en Colombia no se mencionaba el concepto de seguridad en el trabajo. La industrialización creciente trae personas de la zona rural a las urbes, aumentando el riesgo consecuentes de los aumentos de la población. Es así como las empresas extranjeras se dan cuenta de la importancia de tomar medidas tendientes a disminuir estos riesgos. Luego de las experiencias previas de los movimiento obreros y los discursos de corte liberal nace la ley 57 de 1915.
La ley 57 de 1915 se convierte en la primera ley de seguridad laboral en Colombia.
En noviembre de 1918 se emite legislación que dictaminaba medidas de Higiene y Sanidad para empleados y empleadores.
En el año 1946 nace el Instituto de Seguros Sociales (ISS), con el objetivo de prestar servicios de salud en casos de accidentes de trabajo y enfermedad profesional.
El Sistema de Riesgos Laborales en Colombia es reformado en la década de los noventa mediante la Ley 100 de 1993. Posteriormente es modificado por la Ley 1562 en el 2012.

## Tarifas
Las aseguradoras cobran las siguientes tasas según la actividad que desempeñe el trabajador:
| Clase | Porcentaje de cotización sobre el salario | Sector |
| ----- | ----------------------------------------- | --- |
| I     | 0.522%                                    | Financieras, trabajos de oficina, administrativos, centros educativos, restaurantes.                                                                            |
| II    | 1.044%                                    | Algunos procesos manufactureros como fabricación de tapetes, tejidos, confecciones y flores artificiales, almacén por departamentos, algunas labores agrícolas. |
| III   | 2.436%                                    | Algunos procesos manufactureros como la fabricación de agujas, alcoholes y artículos de cuero.                                                                  |
| IV    | 4.350%                                    | Procesos manufactureros como fabricación de aceites, cervezas, vidrios, procesos de galvanización, transportes y servicios de vigilancia privada.               |
| V     | 6.960%                                    | Areneras, manejo de asbesto, bomberos, manejo de explosivos, construcción y explotación petrolera.                                                              |

## Objetivos
Según el Decreto Ley 1295 de 1994 los objetivos del sistema buscan:
- Establecer las actividades de promoción y prevención tendientes a mejorar las condiciones de trabajo y salud de los trabajadores
- Fijar las prestaciones de atención en salud y las prestaciones económicas derivadas de las contingencias de los accidentes de trabajo y enfermedad profesional
- Vigilar el cumplimiento de cada una de las normas de la Legislación en Salud Ocupacional y el esquema de administración de Salud Ocupacional a través de las Administradoras de Riesgos Laborales.

## Campo de Aplicación
Con las excepciones previstas en el Artículo 500 de la Ley 100 de 1993, el Sistema General de Riesgos Laborales colombiano se aplica a todas las empresas que funcione en el territorio nacional y a los trabajadores, estudiantes aprendices, contratistas, subcontratistas de los sectores públicos, oficial, semioficial en todos sus órdenes y en el sector privado en general.

## Conformación
1. El Ministerio de Trabajo y el Ministerio de Salud y de Protección Social, como organismos rectores
2. El Consejo Nacional de Riesgos Laborales, organismo de dirección del Sistema conformado por miembros de los ministerios, representantes de las ARL, trabajadores, empleadores y asociaciones científicas de Salud ocupacional.
3. El Comité Nacional De Salud Ocupacional, organismo consultivo del Sistema conformado por miembros de Salud Ocupacional del Ministerio y las ARL.
4. El Fondo De Riesgos Profesionales, que tiene por objeto desarrollar estudios, campañas y actividades de promoción y divulgación para la prevención de Riesgos laborales.
5. Las Juntas De Calificación De Invalidez, organismos de carácter privado creados por la ley. Sus integrantes son designados por el Ministerio de salud y a través del dictamen médico laboral, resuelven las controversias suscritas frente a la determinación del origen y/o grado de la invalidez, incapacidad permanente o parcial, enfermedad profesional, el accidente o muerte de los afiliados al Sistema .
6. La Superintendencia Financiera, organismo encargado de controlar, autorizar, vigilar y garantizar el ejercicio de la libre competencia a las Administradoras de Riesgos Laborales.
7. Las Entidades Administradoras De Riesgos Laborales (ARL).